# Phryxe secutrix
Phryxe secutrix là một loài ruồi trong họ Tachinidae.